# سيموني اريستو
سيموني اريستو (بالإيطالية: Simone Aresti) (15 مارس 1986 في إيطاليا - ) هو لاعب كرة قدم إيطالي في مركز حراسة المرمى. لعب مع نادي بيستويسي ونادي بيسكارا ونادي كالياري ونادي سافونا ‏ وPolisportiva Alghero ‏.

## روابط خارجية
- سيموني اريستو على موقع إي إس بي إن إف سي (الإنجليزية)
- سيموني اريستو على موقع قاعدة بيانات كرة القدم.إي يو (الإنجليزية)
- سيموني اريستو على موقع Soccerway.com (الإنجليزية)
- سيموني اريستو على موقع AS.com (الإسبانية)